# Looking Good, Feeling Gorgeous
Looking Good, Feeling Gorgeous è un brano musicale di genere dance/house interpretato da RuPaul, prodotto dallo stesso cantante insieme a Tom Trujillo e pubblicato nel 2004 come primo singolo tratto dall'album Red Hot.
Il singolo raggiunge il #3 nella classifica australiana.
Nel video del singolo appare la drag queen Shirley Q. Liquor.

## Tracce
1. Shirley Q. Liquor & Watusi Jenkins (Album Version)
2. High Heel Steppin' Radio - D1 Music Radio
3. Looking Good, Feeling Gorgeous (Gomi Radio)
4. High Heel Steppin' Mixshow - D1 Music Mixshow
5. Looking Good, Feeling Gorgeous (Gomi Mixshow)
6. High Heel Steppin' Dub - D1 Music Dub
7. Looking Good, Feeling Gorgeous (Gomi Dub)
8. Looking Good, Feeling Gorgeous (Album Version Clean)